# Cacerolazo

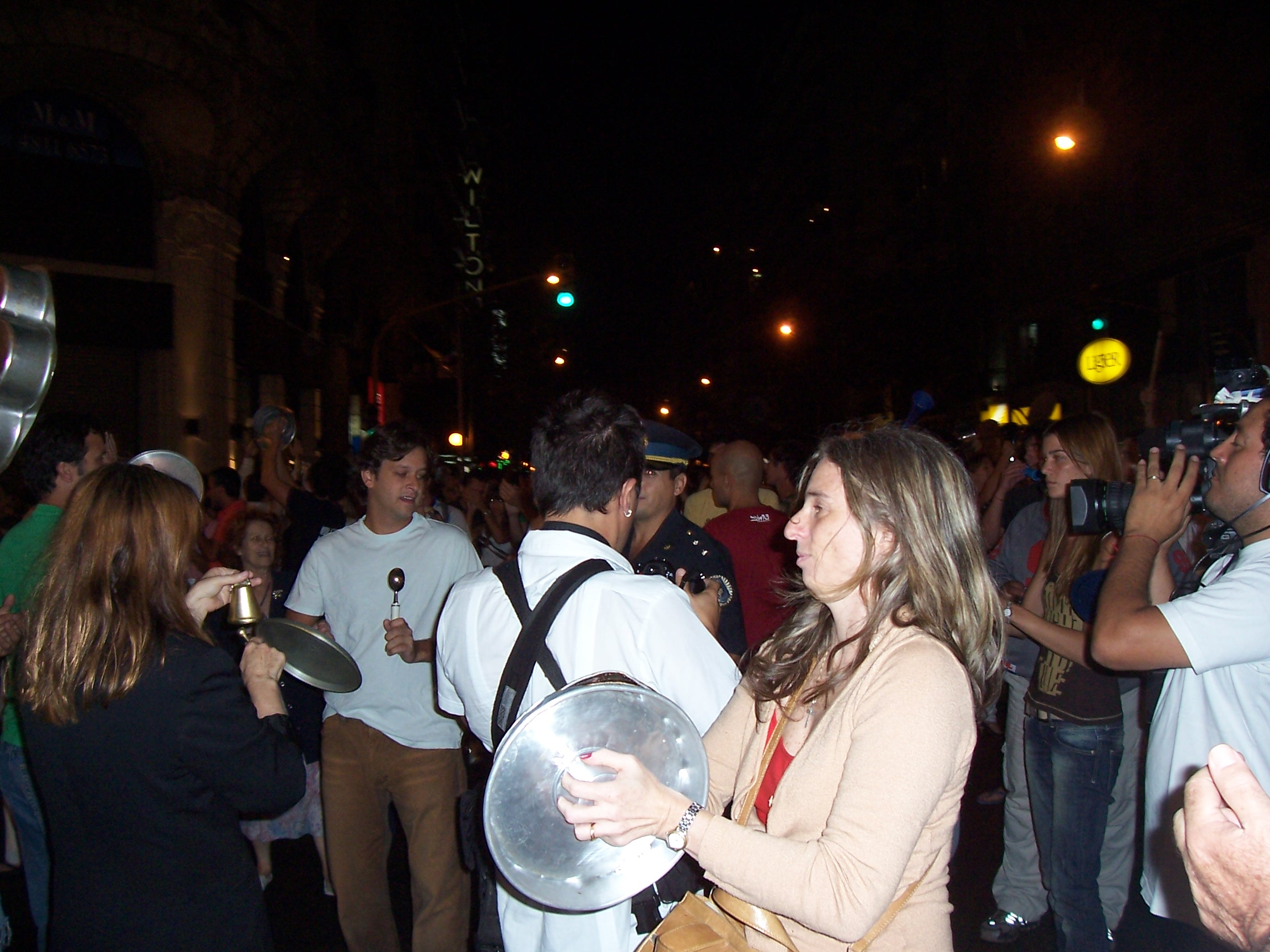
Cacerolazo a Buenos Aires. Capodanno 2004

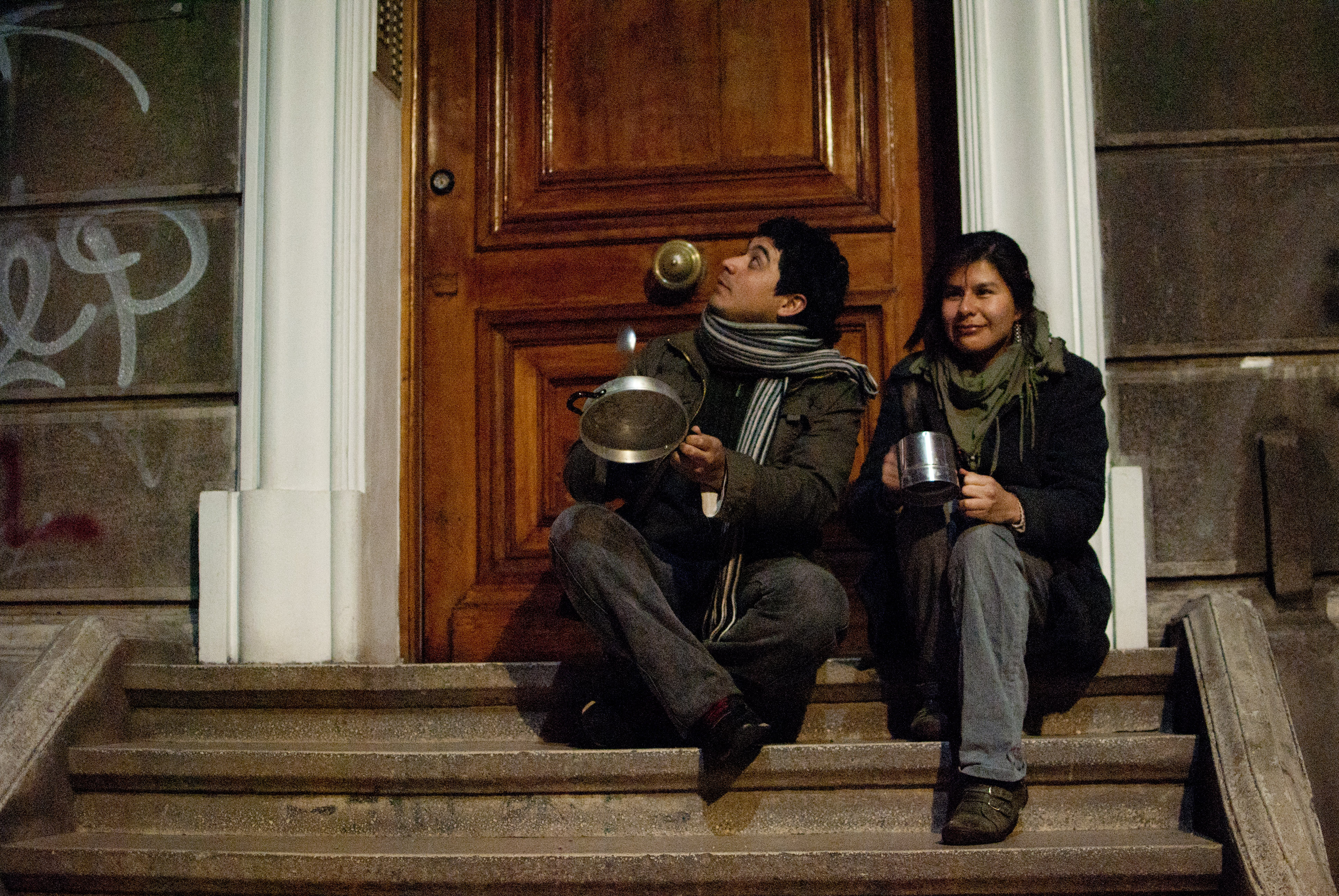
Cacerolazo dai gradini di un palazzo, durante le proteste degli studenti cileni nel 2011

Il cacerolazo è un termine colloquiale della lingua spagnola con il quale si indica una forma di manifestazione pacifica e rumorosa, in spazi privati o pubblici, in cui l'espressione pubblica di protesta, o dissenso, si realizza attraverso il rumore ottenuto percuotendo coralmente degli oggetti adatti allo scopo, come casseruole (da cui il nome), tegami, pentole, coperchi, mestoli, suppellettili da cucina, od altri utensili simili di uso comune.
Il termine è entrato nell'uso italiano come neologismo frutto di un prestito linguistico.
È conosciuto anche come cacerolada (equivalente spagnolo dell'argentino cacerolazo), caceroleada, caceroleo o casserole.

## Obiettivi
L'obiettivo di un cacerolazo è generalmente una manifestazione di contrarietà al governo o a sue specifiche iniziative politico-economiche.
Tuttavia, anche se più di rado, avviene che un cacerolazo sia indetto a favore di qualcosa: ad esempio, per esprimere consenso a una determinata istanza (politica, sociale, economica,...) o in sostegno di una determinata causa politica.

## Caratteristiche

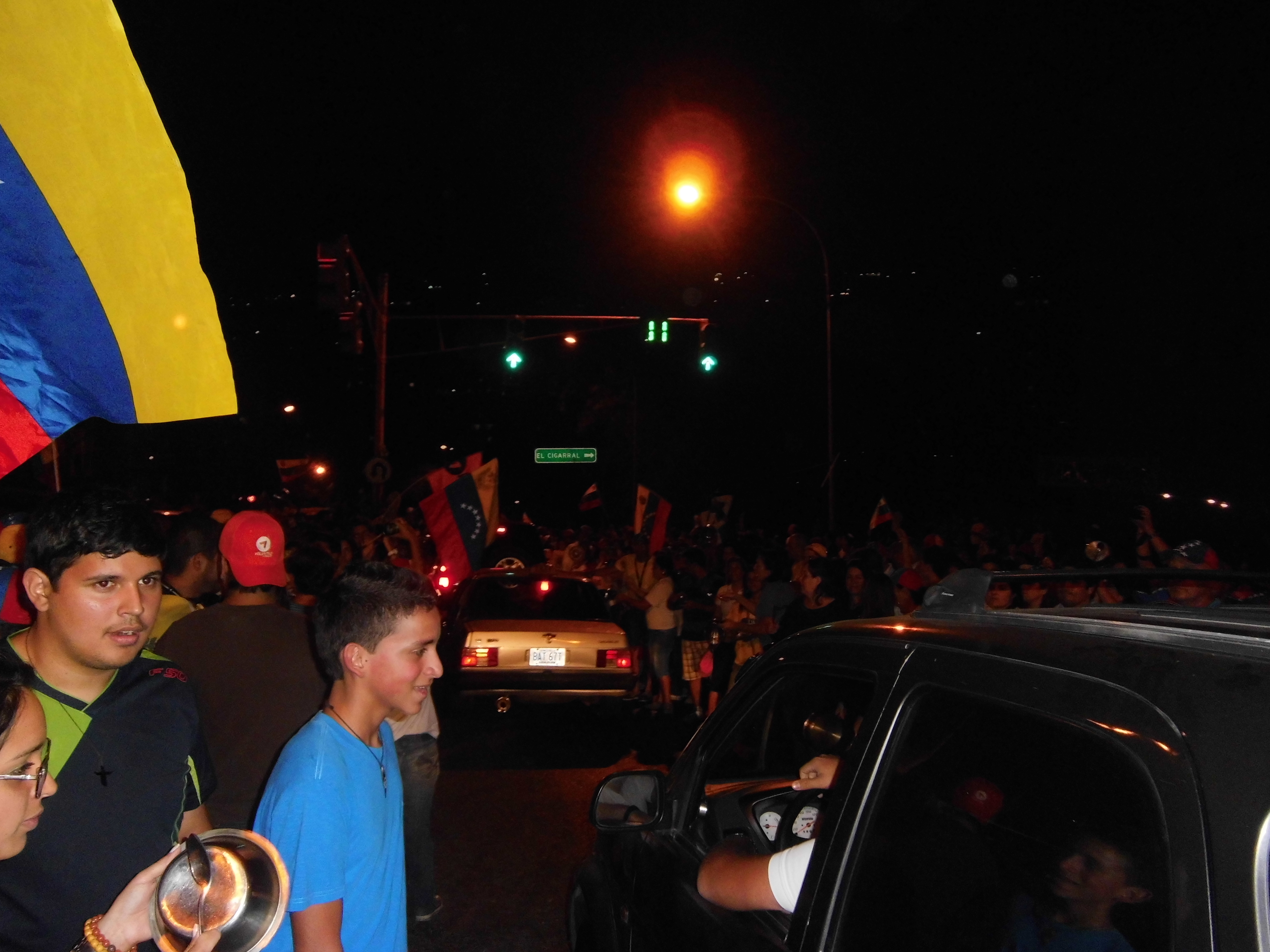
Cacerolazo contro Nicolás Maduro a Caracas il 15 aprile 2013

La caratteristica più evidente di questo tipo di manifestazione, che la distingue anche da altre forme di protesta, consiste nel fatto che i partecipanti manifestano il loro malcontento producendo un rumore ritmico, in un'ora prestabilita (o in alcuni casi spontaneamente), direttamente dalle loro case, senza concentrarsi necessariamente in un luogo particolare.
Affacciandosi dalle finestre, dai balconi o dai porticati delle abitazioni, si percuotono ritmicamente oggetti adatti allo scopo, in grado di produrre le richieste sonorità: in genere, si utilizzano casseruole (una delle tipologie che ha dato origine al nome) mestoli, pentole, padelle, e suppellettili o altri utensili domestici.
Grazie a queste sue caratteristiche, la protesta può raggiungere un elevato livello di supporto e adesione: gli "strumenti" hanno una diffusione ubiqua, e sono, quindi, facilmente disponibili; in alcuni casi, inoltre, la partecipazione a un cacerolazo non richiede necessariamente spostamenti di masse di persone né assembramenti in luoghi pubblici.

## Modalità di convocazione
Può essere messo in atto autonomamente, quale iniziativa spontanea o semi-spontanea emergente da gruppi sociali informali di persone o cittadini, ma anche in risposta alla convocazione di forze politico-sindacali o di altre forme organizzate.
Al pari di altre manifestazioni, la convocazione di un cacerolazo mette spesso in gioco le tecniche e le strategie comunicative del passaparola per coinvolgere i soggetti di reti sociali. Queste strategie sono state rese più agevoli dalla accresciuta disponibilità di mezzi di comunicazione di massa, compresi i canali informativi resi sempre più facilmente accessibili per mezzo di tecnologie collegate allo sviluppo della rete Internet e delle piattaforme che offrono servizi di rete sociale.
Un cacerolazo che si svolga nel perimetro dei domicili privati dei partecipanti, oltre a rendere più agevole la partecipazione, può anche eludere eventuali divieti di assembramento o di sfilata in corteo provenienti dalle autorità pubbliche.